# Arnold Spencer-Smith
Arnold Spencer-Smith (Londen, 17 maart 1883 - Antarctica, 9 maart 1916) was een Brits priester en fotograaf.

## Biografie
Spencer-Smith werd in 1914 tot priester gewijd. Kort hierna nam hij deel aan de Ross Sea Party, een antarctische expeditie onder leiding van Aeneas Mackintosh, die de Endurance-expeditie ondersteunde. Na hun aankomst op Antarctica kwamen de expeditieleden zonder schip te zitten. Dit was afgedreven. Op het continent was hun taak om voedseldepots te plaatsen, waar Ernest Shackleton gebruik van kon maken bij zijn oversteek over het continent. 
Door de zware weersomstandigheden verzwakten de expeditieleden. In januari 1916 was Spencer-Smith zo verzwakt dat de expeditieleden hem achter dienden te laten in de buurt van de Beardmoregletsjer. Op de terugweg pikten de expeditieleden Spencer-Smith weer op. Op 9 maart 1916 stierf Spencer-Smith echter van uitputting. Hij werd begraven onder het ijs. Hij werd 32 jaar oud. 